# Hans-Henrik Ørsted
Hans-Henrik Ørsted (n. 13 decembrie 1954, Grenaa, Regiunea Midtjylland, Danemarca) este un sportiv ce a reprezentat Danemarca, medaliat olimpic. A participat la o ediție a Jocurilor Olimpice (1980) în care a câștigat o medalie de bronz.

## Participări
Lista de mai jos prezintă principalele competiții la care a participat Hans-Henrik Ørsted de-a lungul carierei.
- Velosport na letnih Olimpiiskih igrah 1980 - individualnaia gonka presledovania (mujcinî)[*]